# Asz-Szajch Kif
Asz-Szajch Kif (arab. الشيخ كيف) – wieś w Syrii, w muhafazie Aleppo. W 2004 roku liczyła 432 mieszkańców.